# Девід Лі Чайлд
Де́від Лі Чайлд (англ. David Lee Child; 8 липня 1794 — 18 вересня 1874) — американський журналіст, аболіціоніст. Був відомий незалежністю свого характеру та сміливістю, з якою він засуджував соціальні несправедливості та зловживання. Він тісно співпрацював у правозахисній діяльності зі своєю дружиною Лідією Марією Чайлд.

## Біографія
Чайлд народився у Вест-Бойлстоні, штат Массачусетс, 8 липня 1794 року. Закінчив Гарвард у 1817 році.
Деякий час Чайлд працював підмайстром у Бостонській латинській школі. Близько 1820 року він був секретарем місії в Лісабоні, а згодом воював в Іспанії, «захищаючи те, що він вважав справою свободи проти її французьких загарбників». Повернувшись до США у 1824 році, він почав у 1825 році вивчати право у свого дядька Тайлера Бігелоу у Вотертауні, штат Массачусетс, і був прийнятий до адвокатури. У 1836 році він поїхав до Бельгії, щоб вивчити цукрову промисловість, а потім отримав срібну медаль за перше виробництво цукру в Сполучених Штатах. 
Чайлд став редактором «Массачусетського журналу» близько 1830 року, і як член законодавчого органу засудив анексію Техасу. Він був одним з перших членів Американського товариства проти рабства. У 1832 році написав серію листів про рабство та работоргівлю англійському філантропу Едварду С. Абді. Він також опублікував десять статей на цю ж тему у Філадельфі у 1836 році. Під час візиту до Парижа в 1837 році він надіслав докладні мемуари до Société pour l'abolition d'esclavage і надіслав статтю на ту ж тему до редактора Eclectic Review у Лондоні.  Разом зі своєю дружиною, романісткою Лідією Марією Чайлд, був редактором журналу Anti-Slavery Standard у Нью-Йорку в 1843—1844 роках.
Помер у Вейленді, штат Массачусетс 18 вересня 1874 року природною смертю.

## Праці
- The Taking of Naboth's Vineyard OCLC 457657810
- The Texan Revolution, ISBN 9781275767973, OCLC 982179493
- Child, David Lee (1861). Rights and duties of the United States relative to slavery under the laws of war: No military power to return any slave. "Contraband of war" inapplicable between the United States and their insurgent enemies. R. F. Wallcut.
- Child, David Lee (1840). The Culture of the Beet, and Manufacture of Beet Sugar. Weeks, Jordan & Company.
- Child, David Lee (1826). An Oration Pronounced before the Republicans of Boston, July 4, 1826, the Fiftieth Anniversary of American Independence. Boston.